# Affaire Mahmoud Ben Ayed
Pour les articles homonymes, voir Ayed.
L'affaire Mahmoud Ben Ayed est une affaire judiciaire tunisienne qui dure de 1857 à 1876 et découle des détournements de fonds publics de Mahmoud Ben Ayed, de son associé, le directeur de la trésorerie Nessim Samama, et surtout du grand vizir Mustapha Khaznadar.
L'affaire est l'un des exemples les plus frappants de la mauvaise gestion des deniers publics par des ministres corrompus et des proches du pouvoir. Tous ces détournements et gestions irresponsables ont conduit l'État tunisien à la faillite et à une dépendance financière vis-à-vis de l'Europe, l'une des causes de l'instauration du protectorat français de Tunisie. Plusieurs hommes politiques de l'époque ont relaté les principaux évènements de cette affaire, dont Ibn Abi Dhiaf et le général Husseïn.

## Caïd Ben Ayed
Dès 1840, Mahmoud Ben Ayed parvient à se hisser aux plus haut postes de l'État tunisien. Il y accapare une grande partie des fermes fiscales de l'État et plusieurs caïdats lui sont cédés. Il parvient à se faire désigner comme ministre du Commerce du bey. Il se rapproche d'Ahmed Ier Bey et, surtout, de son ministre des Finances et de l'Intérieur, Mustapha Khaznadar. Il place son complice, Nessim Samama, comme directeur de la trésorerie. On apprend plus tard que c'est à partir de cette époque que Ben Ayed transfère des sommes importantes vers l'étranger et sollicite la nationalité française pour se placer sous la protection du consul de France ou s'expatrier lui-même.
Il fait une suite d'acquisitions en France, notamment l'hôtel Collot sur le quai Anatole-France à Paris (1852), le château de Bouges (1856) et la galerie Mandar.

## Commission des comptes
En 1857, le nouveau bey de Tunis Mohammed, face aux déficits du trésor tunisien, met en place une commission spéciale pour apurer les comptes de l'État. Elle est composée du comte Giuseppe Raffo, Italien au service du bey comme ministre des Affaires étrangères, de Mustapha Saheb Ettabaâ, ancien ministre qui jouit d'une réputation « d'honnêteté et de justice proverbiale » selon Léon Roches (consul français de l'époque), du premier secrétaire beylical et homme de confiance de Mohammed Bey, et enfin du ministre et général Husseïn.
Très vite, la réalité des sommes détournées devient faramineuse : évalué à vingt millions de piastres tunisiennes, ce montant correspond quasiment à la dette de l'État tunisien envers les banques étrangères et est équivalent au budget de l'État tunisien pendant un an et demi. À cette époque, Ben Ayed est déjà en France. Comme le recours à la force est impossible, le gouvernement envoie plusieurs émissaires, dont les généraux Husseïn et Rachid, pour tenter de le ramener en Tunisie mais rien n'y fait ; celui-ci mène alors grand train à Paris et finit ses jours à Constantinople.

## Procès Ben Ayed à Paris
Sadok Bey dépêche à Paris le général Kheireddine Pacha puis le général Husseïn pour régler le contentieux avec Mahmoud Ben Ayed. Au cours de son procès, celui-ci relève que ces supposés détournements ne sont que le fruit de ses nombreux offices et fermes fiscales. Il ajoute que Mustapha Khaznadar, ainsi que certains de ses collègues hauts fonctionnaires, touchaient aussi de généreux bénéfices de leurs fermes fiscales et étaient au courant des revenus de Ben Ayed et de leur provenance.

## Détournements de Khaznadar
La commission ne peut toutefois affronter Mustapha Khaznadar, qui reste jusqu'en 1876 l'homme le plus influent et le plus puissant du régime. Le général Husseïn tente plusieurs fois de le dénoncer ainsi que le nouveau grand vizir Mustapha Ben Ismaïl, jugé tout aussi corrompu, à l'opinion tunisienne et au bey, dont il est très possible qu'il ait connu les agissements de ses ministres. Mais Husseïn se voit contraint de démissionner en 1863 et de quitter la Tunisie. Il faut attendre une autre commission, mise en place en 1876 par Sadok Bey en raison des difficultés financières grandissante de l'État, pour voir les enquêtes reprendre. Présidée par Kheireddine Pacha, la seconde commission met en évidence le rôle de Khaznadar dans le détournement de près de deux millions de francs de l'époque et conclut également que ce ministre avait été le principal instigateur des détournements à l'époque de Ben Ayed.